# Aleksandr Rybakov
Aleksandr Rybakov, nacido el 17 de mayo de 1988, es un ciclista ruso, miembro del equipo Katusha.

## Palmarés
2012
- Memorial Oleg Dyachenko

2013
- Memorial Oleg Dyachenko